# Stammenmühle

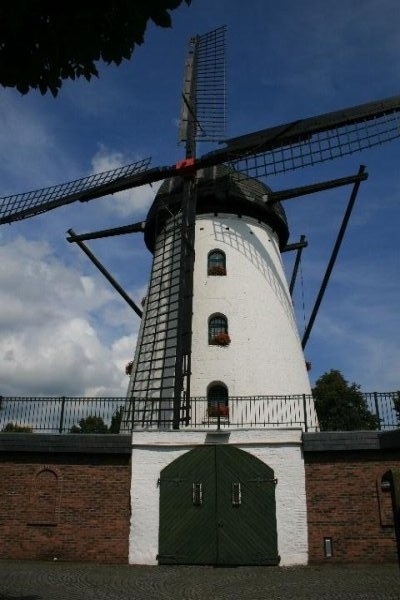
Stammenmühle

De Stammenmühle is een windmolen in Hinsbeck, gelegen aan Büschen 1 op 88 meter hoogte.
De ronde stenen molen, die fungeerde als korenmolen, werd in 1854 opgericht door molenaar Stammen, welke aanvankelijk voor dat doel een watermolen wilde bouwen, waarvoor hij echter geen vergunning kreeg. In 1913 werd op de boerderij van Stammen een dieselmotor geïnstalleerd, waarop de windmolen nog maar weinig werd gebruikt.
In 1928 beëindigde men het bedrijf en de molen raakte in verval, waarbij hij ook het wiekenkruis verloor. In 1954 plaatste men een antenne op de molen, en diende deze als televisierelaisstation om de draadloze overdracht van de kroning van de Britse koningin mogelijk te maken. De reden daartoe was dat de molen zich op het hoogste punt tussen Londen en Keulen bevond. In 1955 werd de molen ingericht als woning en gerestaureerd. Vanaf 1994 werd de molen benut als atelier voor een vioolbouwer. Op de benedenverdieping vinden sindsdien regelmatig huisconcerten plaats.

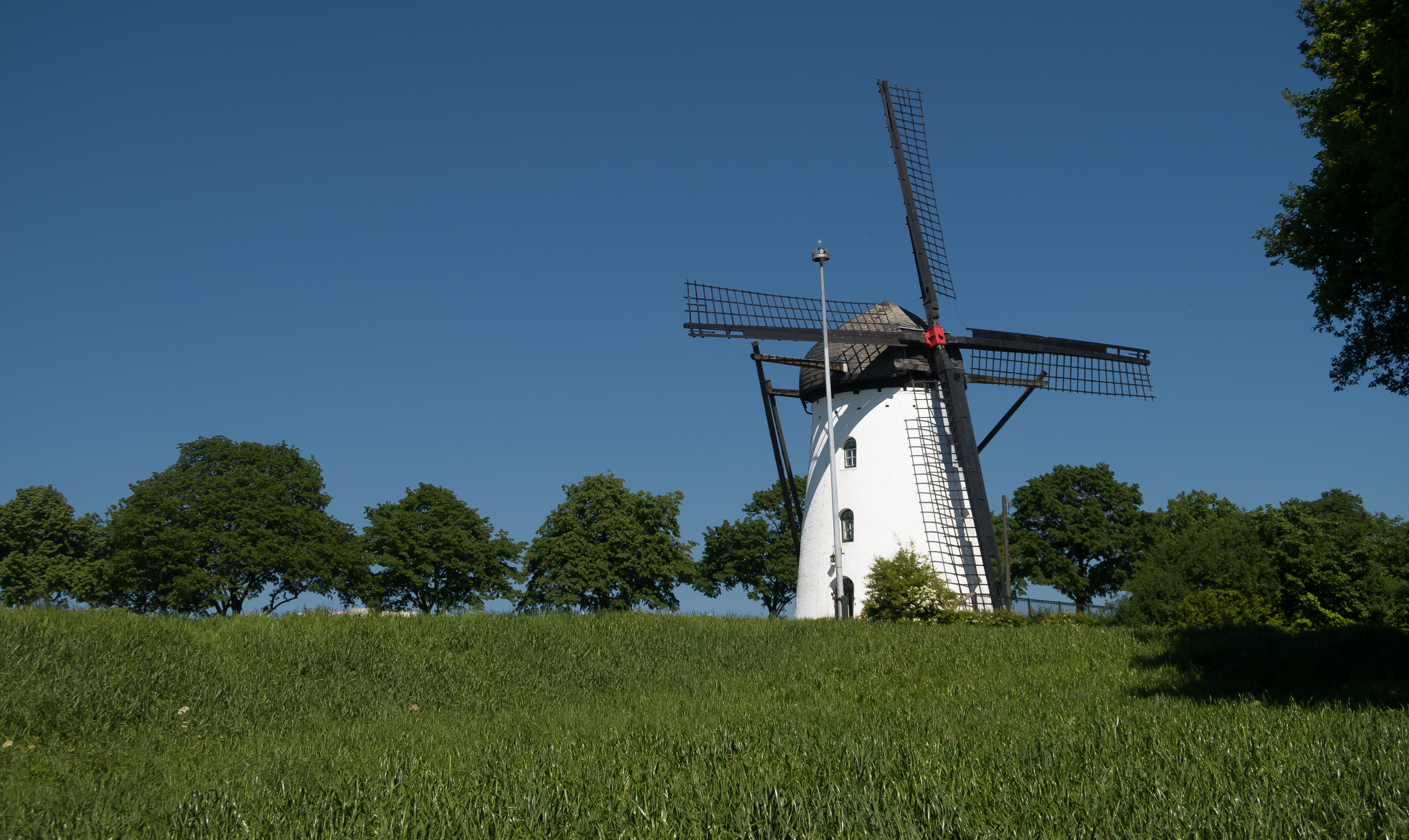
De Stammenmühle in Hinsbeck